# Jewel-Klasse
Die Jewel-Klasse ist eine Reihe von Kreuzfahrtschiffen, die in den Jahren 2005 bis 2007 auf der Meyer-Werft in Papenburg, Deutschland gebaut wurden. Es handelt sich bei den Panamax-Schiffen um eine Weiterentwicklung der in den Jahren 2001 und 2002 angelieferten Schiffen Norwegian Star und Norwegian Dawn.

## Geschichte
Die Norwegian Cruise Line bestellte im September 2003 zunächst zwei Schiffe der Jewel-Klasse bei der Meyer Werft. Im Dezember 2004 beschloss NCL zwei weitere Schiffe dieser Klasse zu ordern, die zur Saison 2007 in Betrieb genommen werden sollten. Aus Kapazitätsgründen wollte die Meyer Werft nur einen Auftrag zur Fertigstellung im Februar 2007 annehmen, das vierte Schiff sollte auf der damals noch selbständigen Werft Aker Finnyards bis Mai 2007 gebaut werden. Das vierte Schiff wurde schließlich im Mai 2005 doch bei der Meyer-Werft bestellt. Die Inbetriebnahme des dritten Schiffes konnte auf November 2006 vorgezogen werden, für das vierte Schiff verzögerte sie sich bis zum Herbst 2007.
Die Jewel-Klasse orientiert sich im Wesentlichen an den zwei Schiffen der Dawn-Klasse, die zwischen 1998 und 2002 ebenfalls auf der Meyer Werft in Papenburg gebaut wurden.

## Übersicht
| Name            | Baujahr | IMO-Nummer | Baunr. | Tonnage    | Status/Verbleib                    |
| --------------- | ------- | ---------- | ------ | ---------- | ---------------------------------- |
| Norwegian Jewel | 2005    | 9304045    | S. 667 | 93.502 BRZ | so in Fahrt                        |
| Norwegian Jade  | 2006    | 9304057    | S. 668 | 93.558 BRZ | bis 2008 Pride of Hawaii, in Fahrt |
| Norwegian Pearl | 2006    | 9342281    | S. 669 | 93.530 BRZ | so in Fahrt                        |
| Norwegian Gem   | 2007    | 9355733    | S. 670 | 93.530 BRZ | so in Fahrt                        |

## Galerie

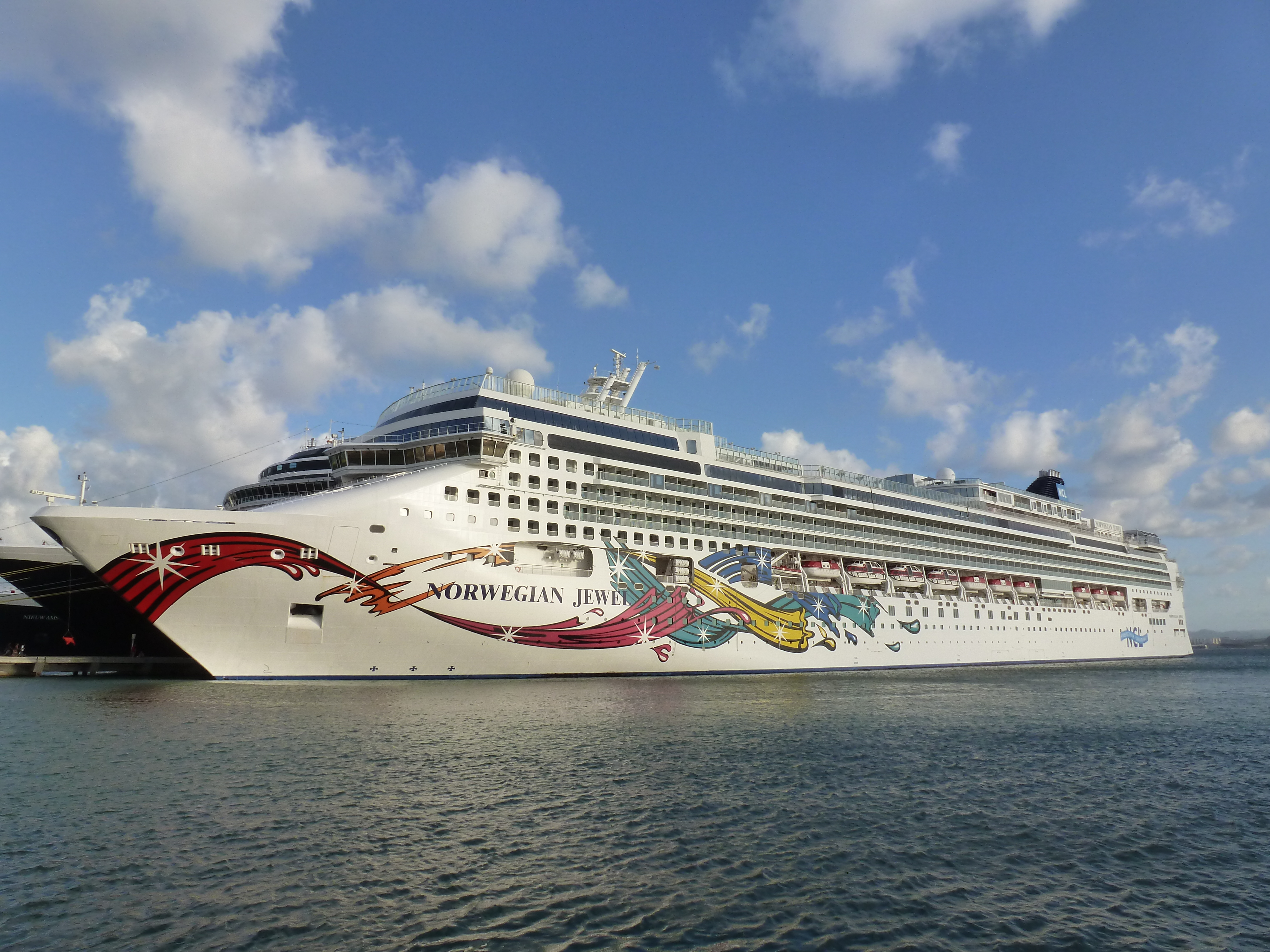
Norwegian Jewel
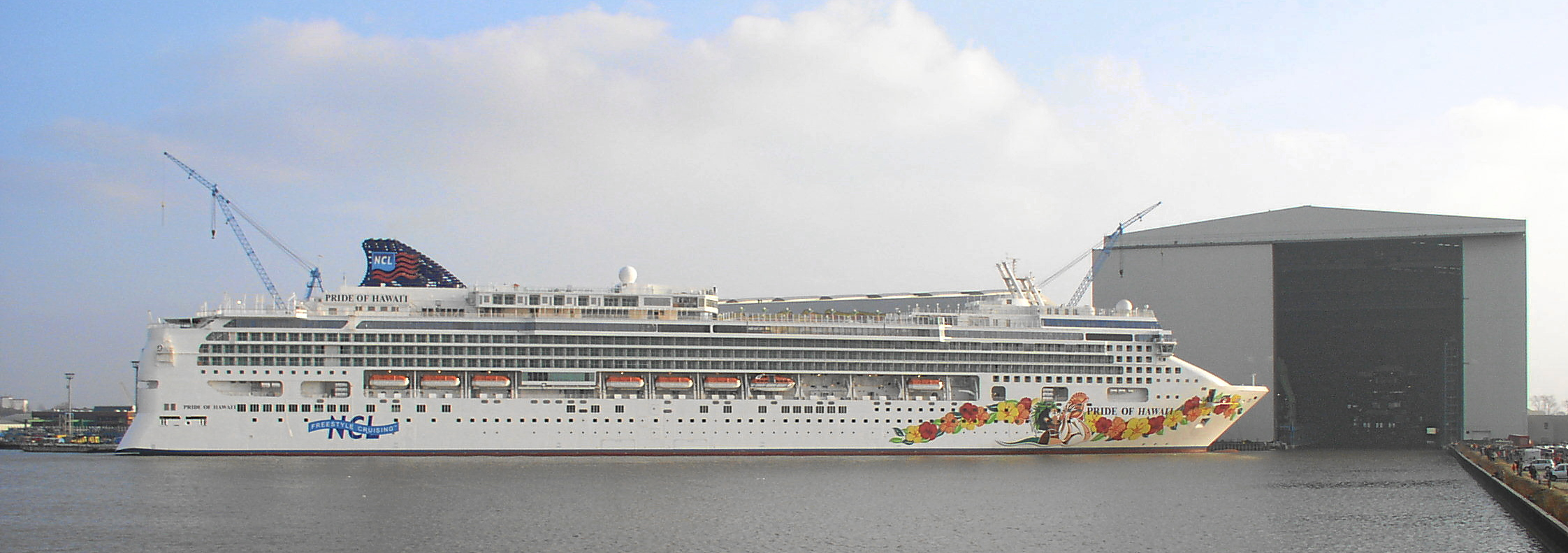
Norwegian Jade, hier noch als Pride of Hawaii
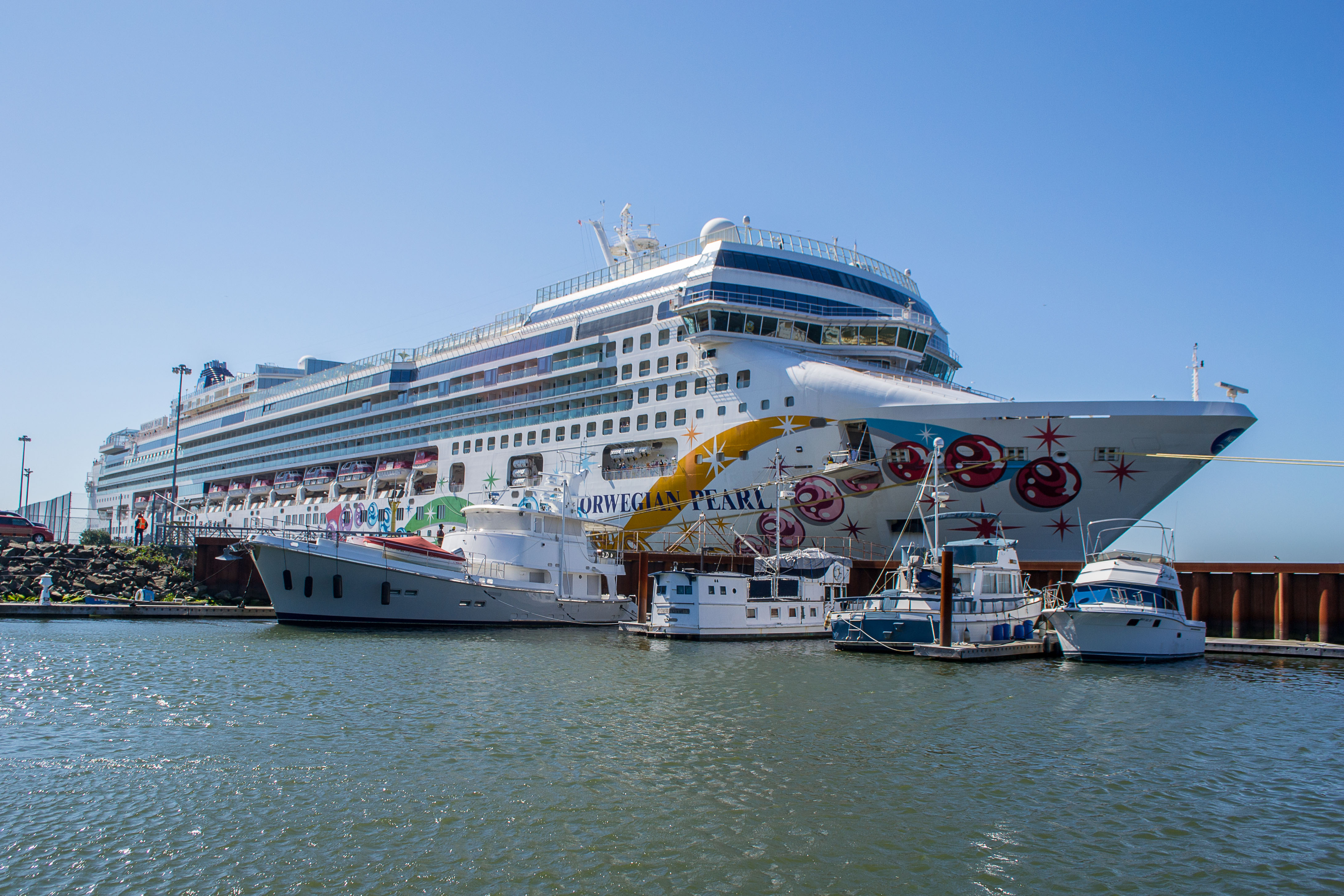
Norwegian Pearl
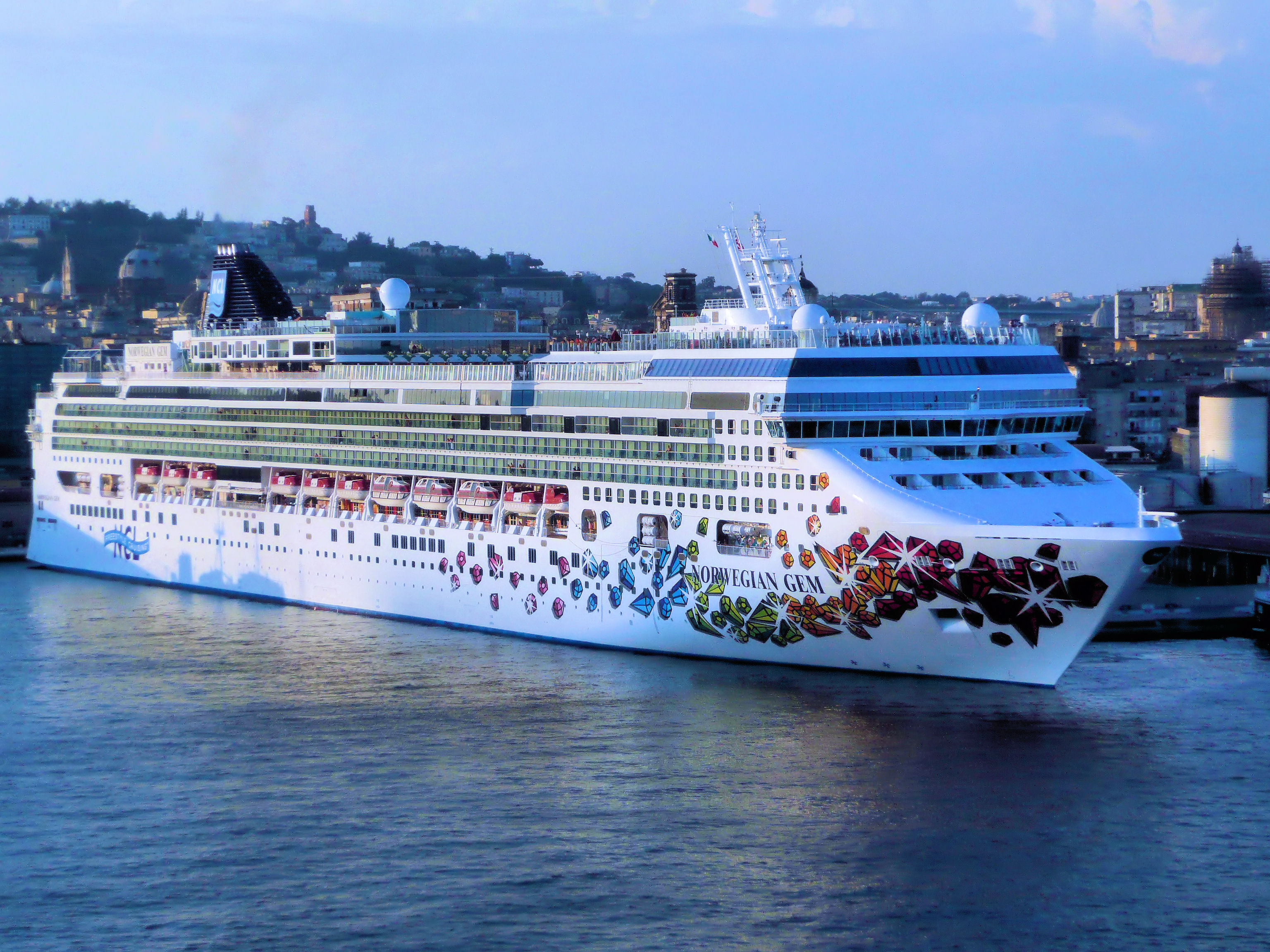
Norwegian Gem